# Powerless
«Powerless» (с англ. — «Бессильный») — третий сингл американской рок-группы Linkin Park из их пятого студийного альбома Living Things, выпущенный на лейбле Warner Bros. Records 31 октября 2012 года.

## Продвижение
«Powerless» стала саундтреком к фильму «Президент Линкольн: Охотник на вампиров», видео с кадрами из фильма и выступлением группы в Берлине, снятое Тимуром Бекмамбетовым, было выпущено на Yahoo! в качестве трейлера к фильму. Тем не менее, песня не была включена в альбом с саундтреком к фильму.

## Список композиций
| №  | Название    | Длительность |
| -- | ----------- | ------------ |
| 1. | «Powerless» | 3:44         |

## Чарты
| Чарт (2012)                       | Высшая Позиция |
| --------------------------------- | -------------- |
| UK Rock (Official Charts Company) | 40             |